# 20 Bootis
Désignations
20 Bootis (en abrégé 20 Boo) est une étoile géante de la constellation boréale du Bouvier, située à 186 années-lumière de la Terre. Elle est visible à l'œil nu avec une magnitude apparente de 4,86.

## Environnement stellaire
20 Bootis présente une parallaxe annuelle de 17,49 ± 0,13 mas telle que mesurée par le satellite Gaia, ce qui permet d'en déduire qu'elle est distante de 57,16 ± 0,42 pc (∼186 al) de la Terre. L'étoile possède un mouvement propre relativement important, traversant la sphère céleste à un rythme de 0,154 seconde d'arc par an. Elle se rapproche du Système solaire à une vitesse radiale héliocentrique de −7,6 km/s.
L'étoile ne possède pas de compagnon connu avec lequel elle formerait un système binaire.

## Propriétés
20 Bootis est une étoile géante rouge de type spectral K3 III. Elle est membre du red clump, ce qui indique qu'elle génère son énergie par la fusion de l'hélium dans son cœur. C'est une variable suspectée avec une possible amplitude de variation de 0,13 en magnitude visuelle.
L'étoile est âgée d'environ six milliards d'années et sa masse est environ 10 % supérieure à celle du Soleil. Elle s'est étendue jusqu'à ce que son rayon rayon devienne douze fois plus grand que le rayon solaire et elle est 52 fois plus lumineuse que le Soleil. Sa température de surface est de 4 546 K.